# Andreas Rapatz
Andreas Rapatz (ur. 5 września 1986 w Griffen) – austriacki lekkoatleta, średniodystansowiec, specjalizujący się w biegu na 800 metrów. Startuje także w biegach sprinterskich. Wielokrotny mistrz i medalista mistrzostw Austrii, zarówno na otwartym stadionie, jak i w hali. Reprezentant swojego kraju w pucharze Europy oraz drużynowym czempionacie Starego Kontynentu. Członek austriackiej kadry A seniorów w lekkoatletyce.
Trzykrotnie startował w halowych mistrzostwach Europy w lekkoatletyce – w 2007, 2009 i 2011 roku odpadał w eliminacjach biegu na 800 metrów. Brał także udział w Halowych Mistrzostwach Świata w 2010 i Halowych Mistrzostwach Świata w 2012, gdzie odpadał w półfinale tej samej konkurencji. Ponadto wziął również udział w Mistrzostwach Europy w Lekkoatletyce 2010, gdzie odpadł w eliminacjach biegu na 800 metrów. Uczestniczył także w Mistrzostwach Świata Juniorów Młodszych w Lekkoatletyce 2003, gdzie odpadł w półfinale biegu na 800 metrów i Młodzieżowych Mistrzostwach Europy w Lekkoatletyce 2007, gdzie nie przebrnął eliminacji tej samej konkurencji.
W sumie zdobył 5 tytułów mistrza kraju na otwartym stadionie w biegu na 800 metrów (2006, 2007, 2008, 2009 i 2010) oraz 3 srebrne medale w biegu na 400 metrów (2008, 2009 i 2010), a także 4 tytuły mistrza kraju w hali w biegu na 800 metrów (2007, 2008, 2009 i 2011) oraz srebrny medal w biegu na 400 metrów (2009).

## Rekordy życiowe
- Bieg na 200 metrów – 22,1 (2009)
- Bieg na 300 metrów – 35,28 (2008)
- Bieg na 400 metrów (stadion) – 47,47 (2009)
- Bieg na 400 metrów (hala) – 46,87 (2010)
- Bieg na 800 metrów (stadion) – 1:47,38 (2012)
- Bieg na 800 metrów (hala) – 1:46,65 (2012) rekord Austrii
- Bieg na 1000 metrów – 2:28,42 (2008)